# Willy Rudolf Foerster
Willy Rudolf Foerster (* 15. Juli 1905 in Reichenbach im Vogtland; † 19. Februar 1966 in Heppenheim an der Bergstraße) war ein deutscher Ingenieur und Industrieller in Japan, der in der Zeit des Nationalsozialismus Juden das Leben rettete. Er gründete die F. & K. Engineering Company und die Deutsch-Japanische Werkzeugmaschinenfabrik Nichidoku Kikai Seisakujo in Tokio. Zeitweise beschäftigte er 1.200 Arbeiter und 180 Büroangestellte. Er galt als einer der führenden Industriellen Japans und einer der reichsten Ausländer des Landes.

## Leben
Willy Rudolf Foerster wurde am 15. Juli 1905 als Sohn eines Textilingenieurs und einer Bauerntochter in Reichenbach im Vogtland geboren. Er besuchte das Gymnasium und wurde in der St. Peter-Paul Kirche in Reichenbach konfirmiert. In Zwickau und Berlin studierte er Maschinenbau und arbeitete bei Krupp in der Wipla-Abteilung und bei BMW. Im Jahr 1929 heiratete er in Reichenbach. Über seine Tätigkeit bei BMW kam er ins sowjetische Frunse, wo er als Flugzeugmotoren-Konstrukteur arbeitete. Nach kurzer Zeit kam es jedoch zu Konflikten mit dem örtlichen Partei-Kommissar, der „hungrigen Menschen gegenüber mit theoretischen Konzepten argumentierte.“ Im Kontext der Auseinandersetzungen schwang sich Foerster zum Wortführer eines Arbeiterprotests auf und musste infolgedessen Russland verlassen. Mit Hilfe japanischer Studenten, die er in seinem Heimatort Reichenbach kennengelernt hatte, gelang ihm die Ausreise nach Japan. In Tokio eröffnete er zunächst eine Werkstatt für Motorräder, Autos und Dieselmotoren, produzierte Ersatzteile und konstruierte dann Spezialmaschinen, die vor Ort nicht erhältlich waren. Die industrielle Produktion begann 1934. Vier Jahre später – im Jahr 1938 – gründete er die Deutsch-Japanische Werkzeugmaschinenfabrik.
Foerster war begeisterter Motorrad-Rennfahrer und Pilot. Seinem Fluglehrer, Antonius Raab, blieb er eng verbunden. Nach dessen Flucht vor den Nationalsozialisten übernahm er die Vertretung der in Athen neugegründeten AEKKEA-RAAB, bis er diese auf Veranlassung des Luftattachés an der deutschen Botschaft in Tokio, Wolfgang von Gronau, und Dr. Kaumanns vom Reichsverband der deutschen Flugzeugindustrie aufgeben musste.
Foerster arbeitete eng mit dem „Jüdischen Flüchtlingskomitee“ in Tokio zusammen und beschäftigte während der NS-Zeit eine beträchtliche Anzahl jüdischer Flüchtlinge aus Deutschland und den besetzten Gebieten. Hans Alexander Straus (Vertreter der Columbia Records) und Karl Rosenberg (Leiter der Maschinenbauabteilung bei Liebermann-Waelchi & Co.) vermittelten Foerster in Tokio Mitarbeiter, die z. B. in Deutschland wegen ihrer jüdischen Herkunft ihre Stellung verloren hatten. Foerster sorgte dann für die Ausreise nach Japan und nutzte seinen Einfluss, um gegen massive Widerstände der Behörden die Einreise der Familien durchzusetzen. Während in Deutschland Pogrome stattfanden, erhielten die Geflüchteten in Foersters Fabrik öffentlichkeitswirksam leitende Positionen z. B. als Betriebsleiter oder Personalchef. Foersters Chefbuchhalter lebte mit einer Asiatin zusammen und verstieß auf diese Weise gegen die nationalsozialistische Rassenideologie. Ende des Jahres 1940 rettete Foerster die in Wien zurückgebliebenen Kinder eines seiner Angestellten vor der Deportation in ein Konzentrationslager. Kurz nach ihrer Ankunft in Japan wurden sie allerdings vom Konsulat in Yokohama wegen ihrer jüdischen Herkunft ausgebürgert. Eine Deportation der ganzen Familie nach Shanghai konnte Foerster jedoch verhindern.
Von Anfang an war ihm der Nationalsozialismus, insbesondere der Antisemitismus, zuwider. Trotz massiven Drucks der deutschen Partei- und Auslandsvertretung in Tokio weigerte er sich, seine jüdischen Mitarbeiter zu entlassen. Öffentlich distanzierte er sich von der NS-Politik und bezeichnete sich als „staatenlos“.
Da sich Foerster zudem von den Veranstaltungen der „Deutschen Gemeinde“ in Tokio fernhielt, wurde er auf verschiedenste Weise öffentlich diffamiert. Beim Generalkonsulat in Yokohama und der Deutschen Botschaft in Tokio, insbesondere beim Polizeiattaché Josef Meisinger, dem „Schlächter von Warschau“, war Foerster „persona non grata“. Seine Liebe zu einer Japanerin trug zur Ablehnung bei. Neben Japanern und jüdischen Flüchtlingen beschäftigte Foerster u. a. auch Koreaner, Chinesen, Inder, Perser und Russen. Sein Unternehmen galt bei deutschen Behörden als „Sammelpunkt für achsenfeindliche Ausländer“.
Um Willy Rudolf Foerster öffentlich zu diskreditieren, wurde von deutschen Behörden in Japan eine angebliche Vorstrafenliste gefälscht. Diese wurde von führenden Angehörigen der deutschen Botschaft in Tokio und dem Generalkonsulat in Yokohama zunächst als Flüsterpropaganda gegen Foerster eingesetzt. Ziel war es, seine Geschäfte zu sabotieren. Wie zuvor bei Generaloberst Werner von Fritsch nutzte Meisinger zu diesem Zweck einen Namensvetter. Im Fritsch-Prozess war dies ein namensgleicher pensionierter Rittmeister, im Falle Foersters ein Schwerkrimineller. Bei diesem handelte es sich um den Arbeiter „Willy Rudolf Förster“. Er wurde 1890 in Reichenbrand bei Chemnitz geboren und war u. a. wegen Diebstahls und Hehlerei sowie Sittlichkeitsverbrechen verurteilt und mehrfach inhaftiert worden, zuletzt vom 23. Juli 1937–23. Juni 1938 in der Haftanstalt Hoheneck. Zu diesem Zeitpunkt lebte Foerster allerdings schon seit vielen Jahren in Tokio, Japan. Die angebliche Vorstrafenliste wurde sowohl den japanischen Behörden übergeben, um Foerster zu belasten, als auch später den alliierten Ermittlern zugänglich gemacht, um Foerster als notorischen und unglaubwürdigen Kriminellen darzustellen. So finden sich die genannten Vorstrafen auch in den offiziellen SCAP-Akten zu Foerster wieder. Die Verwendung einer offenbar gefälschten Vorstrafenliste durch Meisinger ist auch aus dem Fall des Journalisten Karl Raimund Hofmeier bekannt.
Wegen seines Widerstands wurde Foerster zusammen mit seiner japanischen Ehefrau Hideko Foerster und mehreren Mitarbeitern am 24. Mai 1943, auf Betreiben deutscher Stellen, unter dem Vorwand der Spionage zu Gunsten der Sowjetunion festgenommen. Über ein Jahr verbrachte er in japanischer Haft, während der er u. a. von Meisinger gefoltert wurde. In dieser Zeit nötigte man ihn zum „Verkauf“ seines Unternehmens, der tatsächlich einer Enteignung gleichkam. Am 13. Juni 1944 wurde Foerster wegen erwiesener Unschuld in Sachen „Spionage“ aus dem Gefängnis entlassen. U. a. wegen kritischer Äußerungen gegen den Krieg und wütender Aufrufe an die Öffentlichkeit wurde er jedoch auf Bewährung verurteilt. Wenige Tage später stellte man ihn unter Hausarrest.
Am 17. Mai 1945 wurde Foerster erneut auf Betreiben Meisingers, diesmal als „Anti-Nazi“, verhaftet und zusammen mit Juden deutscher Abstammung und alliierten Bürgern (u. a. katholischen Nonnen) in Tokio Koishikawa interniert. Er wurde zum Gefangenensprecher gewählt und rettete bei der Bombardierung des Lagers durch die Alliierten den Insassen das Leben, indem er die japanische Wache überwältigte. Zudem gelang es ihm mithilfe einer Deutschen, die mit einem Inder verheiratet war und „keinerlei rassische Vorurteile“ hatte, zusätzliche Lebensmittelrationen für die Internierten zu beschaffen. Zu den Gefangenen gehörten u. a. auch der Dirigent und Komponist Klaus Pringsheim, der Schwager von Thomas Mann, und sein Sohn, der Journalist Hans Erik Pringsheim. Mit beiden verband Foerster eine lebenslange Freundschaft. Am 15. August 1945 wurde das Lager durch die Amerikaner befreit.
Nach dem Krieg lebte Foerster zunächst mit seiner Familie am See Nojiri, wo er ein Haus besaß. Unter General Douglas MacArthur führten die Alliierten in Japan intensive Untersuchungen durch. Hierzu wurden u. a. während der Kriegszeit in Tokio und Yokohama tätige deutsche Botschafts- und Konsulatsangehörige befragt. Die erhaltenen Akten zeigen, dass es interessierten Kreisen gelang, Foerster beim SCAP massiv zu diskreditieren. Obwohl er bereits im Jahr 1936 vom Deutschen Reich ausgebürgert worden war und interne Untersuchungen des CIC Foersters Engagement für jüdische Flüchtlinge und seinen NS-Widerstand vollumfänglich bestätigten, wurde er zusammen mit seiner Familie als angeblicher „Nazi“ im Jahr 1947 zwangsrepatriiert. Sein verbliebener, auf mehrere Millionen Dollar geschätzter Besitz wurde zum Zwecke deutscher Reparationen eingezogen. Jüdische Freunde, die sich intensiv für Foerster einsetzten, bekamen zu hören, sie „wären ja bloß staatenlose Ausländer“, Herr Foerster „lüge, wann immer er den Mund öffne“, und er wäre auch niemals aus „politischen Gründen verhaftet“ worden. Erst fast zwanzig Jahre nach Kriegsende bestätigten deutsche Gerichte Foersters NS-Gegnerschaft. In einem von persönlichen Erniedrigungen und uneidlichen wie eidlichen Falschaussagen ehemaliger NS-Diplomaten geprägten Prozess gelang es ihm nachzuweisen, was den alliierten Behörden intern tatsächlich schon vor seiner Repatriierung 1947 bekannt gewesen war. Foerster verstarb wenige Monate nach dem Urteil.

## Würdigungen
Am 28. August 2018 wurde der Fall Foerster im Rahmen eines Vortrags mit dem Titel „Willy Rudolf Foerster – Aufstieg und Fall des Judenretters von Tokio“ im Haus der Geschichte in Bonn öffentlich vorgestellt. Der Autor Clemens Jochem präsentierte u. a. Erkenntnisse zu einzelnen Biografien von Foersters jüdischen Mitarbeitern und wesentliche neue Dokumente zum Foerster-Prozess.
Im Rahmen der 2. Jüdischen Kulturtage wurde Willy Rudolf Foerster am 21. Oktober 2023 in Reichenbach im Vogtland mit einer Gedenktafel und einer Kurzbiografie auf der Website seiner Geburtsstadt für sein Wirken geehrt.

### Bücher
- Clemens Jochem: Der Fall Foerster: Die deutsch-japanische Maschinenfabrik in Tokio und das Jüdische Hilfskomitee. Hentrich und Hentrich, Berlin 2017, ISBN 978-3-95565-225-8 (Biografie Willy Rudolf Foersters mit Nachwort von seiner Tochter Erica).
- Pamela Rotner Sakamoto: Japanese Diplomats and Jewish Refugees: A World War II Dilemma. Praeger, Westport 1998, ISBN 0-275-96199-0 (englisch, 216 S., Beschreibung der Rettung der Kinder Hugo Sterns auf S. 93. Der Name Foerster wird im Buch nicht genannt, wohl aber der seiner Firma F. & K. Engineering.).
- Serge P. Petroff: Life Journey: A Family Memoir. iUniverse, Bloomington 2008, ISBN 978-0-595-51115-0 (englisch, 288 S., Memoiren eines Angestellten W. R. Foersters. Petroff berichtet aus seiner Perspektive u. a. über Foersters antinationalsozialistische Einstellung, dessen Verfolgung durch die Gestapo sowie die Verhaftung und Enteignung Foersters. Seine Darstellung bietet - von kleineren Ungenauigkeiten (u. a. Verhaftungsdatum Foersters [vgl. Jochem: Der Fall Foerster]) abgesehen - einen authentischen Einblick in die damaligen Zustände und umlaufenden Gerüchte.).

### Artikel
- Clemens Jochem: Menschlich mutig. Der Industrielle Willy Rudolf Foerster in Tokio. In: StuDeO – INFO. Nr. 12/2017, 1. Dezember 2017, ISSN 1866-6434, S. 40–42.
- Heinrich Menkhaus: Buchvorstellung: Clemens Jochem: Der Fall Foerster. Die deutsch-japanische Maschinenfabrik in Tokio und das jüdische Hilfskomitee. In: OAG Notizen. Nr. 1/2018, 1. Januar 2018, S. 56–58 (oag.jp).
- Dirk Weissleder: Genealogisch-biographische Datenbank für deutsche Kriegsgefangene in Japan. In: Mitteilungen Institut für Personengeschichte. Nr. 2, 1. Dezember 2017, ISSN 2509-2286, S. 15–17 (personengeschichte.de [PDF]).
- Gerd Möckel: Fast vergessen: Reichenbacher rettete Juden in Japan das Leben. In: Freie Presse. 23. Januar 2018 (freiepresse.de).
- Gerd Möckel: Reichenbach will Foerster würdigen. In: Freie Presse. 27. Januar 2018 (freiepresse.de).
- Björn Luley: Ein Aufrechter in Japan. In: informationen. Wissenschaftliche Zeitschrift des Studienkreises Deutscher Widerstand 1933–1945. 43. Jahrgang, Nr. 87, 1. Juni 2018, ISSN 0938-8672, S. 43 (widerstand-1933-1945.de).
- Jean-Luc Bellanger: Un homme d'affaires. Tribulations d'un industriel allemand antinazi au Japon puis en Allemagne entre 1931 et 1966. In: Le Patriote Résistant. Nr. 932, 1. Juli 2018, ISSN 0223-3150, S. 12–14 (fndirp.fr).
- Nathan Warszawski: In Erinnerung an den anständigen Deutschen Willy Rudolf Foerster. In: tabularasa Zeitung für Gesellschaft und Kultur. 7. November 2018 (tabularasamagazin.de).
- Liane Grunberg: The Untold Story of Japan’s Oskar Schindler. In: Tablet Magazine. 30. Mai 2019 (tabletmag.com).
- Miriam Bistrovic: Rezension: Der Fall Foerster. Die deutsch-japanische Maschinenfabrik in Tokio und das Jüdische Hilfskomitee. In: Zeitschrift für Geschichtswissenschaft. 67. Jahrgang, Nr. 6, 1. Juni 2019, ISSN 0044-2828, S. 586–588 (metropol-verlag.de).
- Liane Grunberg: 杉原千畝ではない「日本のシンドラー」の知られざる物語. In: Courrier Japon. 17. August 2019 (courrier.jp).
- Clemens Jochem: Ihr Mörder – ich bin unschuldig! Zum Schicksal des Journalisten Karl Raimund Hofmeier in Japan. In: OAG Notizen. Nr. 04, 1. April 2020, ISSN 1343-408X, S. 8–36 (Zu Foerster siehe S. 17, Fußnote 32) (oag.jp [PDF]).

### Interview / Oral History
- Interview mit Margaret A. Bendahan, geb. Liebeskind u. a. über ihre Flucht nach Japan und ihre Verhaftung und Folter als angebliche „Spionin“ auf Veranlassung deutscher Stellen. 27. August 1991, United States Holocaust Memorial Museum Collection. Frau Bendahan war eine enge Freundin der von Willy Rudolf Foerster geretteten Familie Stern. Im Interview wird er mehrmals erwähnt: 01:42:00–01:47:00 h (Teil 1/2), 01:56:00–01:57:30 h (Teil 1/2), 00:12:00–00:18:00 (Teil 2/2). Eine eidesstattliche Erklärung Margaret Bendahans vom 30. März 1963 wird auf S. 94–95 in Der Fall Foerster zitiert.